# چاده
چاده روستایی در دهستان آفریز بخش سده شهرستان قائنات استان خراسان جنوبی ایران است. بر پایه سرشماری عمومی نفوس و مسکن در سال ۱۳۹۰ جمعیت این روستا ۸۵ نفر (در ۲۱ خانوار) بوده‌است.